# Can Tacó
Can Tacó és una casa de Montmeló (Vallès Oriental) inclosa a l'Inventari del Patrimoni Arquitectònic de Catalunya. És una casa amb carener paral·lel a la façana. És una construcció molt senzilla. La façana només destaca els pintats dels marcs de portes i finestres de color vermell. L'interior ha estat adequat per tenir-hi bestiar, convertint l'espai en grans quadres. La casa ha quedat envoltada per fàbrica dins d'una zona molt deteriorada.